# Nenciu, Buzău
Nenciu (în trecut, și Mircești) este un sat în comuna Vernești din județul Buzău, Muntenia, România. Se află în partea de sud a județului, în Subcarpații de Curbură, la poalele estice ale dealului Istrița.